# 160-169
De jaren 160-169 (van de christelijke jaartelling) zijn een decennium in de 2e eeuw.

## Gebeurtenissen

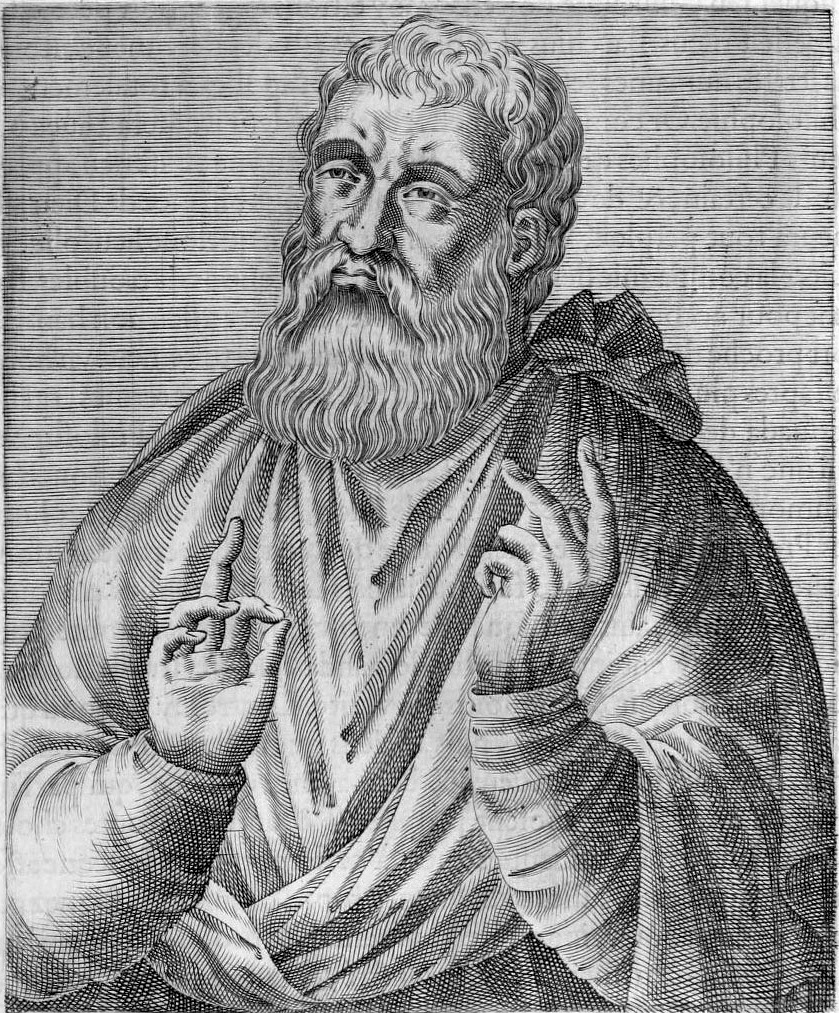
Justinus de Martelaar wordt in 165 onthoofd omdat hij christen was.

### 160
- In Rome wordt aan de oevers van de Tiber bij toeval door wasvrouwen de reinigende werking van zeep ontdekt. De klei van de oevers helpt bij het schoonmaken van de was, dit vermengd met dierlijk vet en as.
- Omstreeks dit jaar publiceert de Griek Lucianus van Samosata het verhaal "Vera Historia" waarin hij beschrijft hoe een schip in een zware storm door de wind de lucht in wordt geblazen en op de maan terechtkomt.

### 161
- Marcus Aurelius wordt keizer van het Romeinse Rijk.
- Lucius Aelius Verus wordt medekeizer van het Romeinse Rijk.
- Vologases IV, koning der Parthen, test de nieuwe keizer en start de Romeins-Parthische Oorlog (161-166)

### 163
- Marcus Statius Priscus herovert Armenië. De toenmalige hoofdstad Artaxata wordt hierbij verwoest.

### 164
- Huwelijk tussen medekeizer Lucius Aelius Verus en de vijftienjarige Lucilla, dochter van Marcus Aurelius.

### 165
- Sindae Wang wordt koning van Koguryo.
- Kanittha Tissa wordt koning van Ceylon.
- Seleucia en Ctesiphon, de hoofdsteden van Parthië, links en rechts van de Tigris worden in brand gestoken.
- De Pest van Antoninus breekt uit.

### 166
- Rome sluit een vredesverdrag met de Parthische koning Vologeses IV. Osroene wordt bij het Romeinse Rijk gevoegd
- Romeinse soldaten brengen de pest mee naar Rome met alle gevolgen van dien.
- Germaanse stammen doorbreken de Limes Pannonicus, het begin van de Marcomannenoorlog.
- De 5-jarige Commodus wordt door zijn vader, keizer Marcus Aurelius benoemd tot Caesar, troonopvolger van de keizer.

### 169
- Na de plotselinge dood van Lucius Verus wordt Marcus Aurelius de alleenheersende keizer over het Romeinse Keizerrijk.

## Personen

### Geboren
161
- Commodus, zoon van keizer Marcus Aurelius en Faustina de Jongere, toekomstig keizer van Rome

168
- Cao Ren - Chinees krijgsheer

### Overleden
161
- Antoninus Pius, keizer van Rome, sterft een natuurlijke dood in zijn paleis in Etruria

165
- Executie (onthoofding) van Justinus de Martelaar te Rome omdat hij Christen is

169
- Lucius Aelius Verus medekeizer van Rome, overlijdt op 38-jarige leeftijd (mogelijk voedselvergiftiging of de pest)

<< · 160 · 161 · 162 · 163 · 164 · 165 · 166 · 167 · 168 · 169 · >>
<< · 100-109 · 110-119 · 120-129 · 130-139 · 140-149 · 150-159 · 160-169 · 170-179 · 180-189 · 190-199 · >>